# Partido da Resiliência de Israel
O Partido da Resiliência de Israel (em hebraico: חוסן לישראל, romanizado como Hosen LeYisrael, traduzido como Resiliência para Israel) é um partido político de centro-direita, liberal de Israel. Foi fundado em 2018 por Benny Gantz, ex-líder das Forças de Defesa de Israel, para disputar as eleições de abril do ano seguinte como parte da coalizão Azul e Branco.

## História
Em fevereiro de 2015, Benny Gantz concluiu seu mandato como Chefe das Forças de Defesa de Israel e, de acordo com a lei israelense, ele teria que aguardar um período de 3 anos antes de se envolver na política. Com a dissolução do Knesset no final de 2018 e a convocação de novas eleições para 2019, o ex-militar oficiallzou suas intenções políticas aoi registrar o partido Hosen L'Yisrael, ou Partido da Resiliência de Israel. Segundo Gantz, ele pende mais para a direita quando se trata de questões de segurança nacional e política externa, mais para a esquerda quando se trata de questões socioeconômicas e é liberal em seus objetivos econômicos.
Pouco antes do pleito legislativo israelense, o partido anunciou que estava se aliando ao Yesh Atid para formar uma aliança centrista chamada de Azul e Branco. A coalizão conquistou 35 assentos, o mesmo número do Likud, mas o partido não conseguiu formar um novo governo, e novas eleições foram convocadas para setembro do mesmo ano. Na disputa, a aliança Azul e Branco conseguiu 33 cadeiras no parlamento, uma a mais que o Likud, mas o presidente israelense Reuven Rivlin concedeu primeiro a Benjamin Netanyahu a chance de formar o novo governo. Netanyahu foi incapaz de formar um governo e o presidente Rivlin deu o mandato para Gantz liderar o processo, mas o político tampouco foi capaz de fechar uma coalizão, então novas eleições foram convocadas para março de 2020. Novamente a eleição foi marcada pelo equilíbrio, com os dois grupos políticos tendo liderado o número de votos. Após semanas de negociações partidárias, já em meio ao surto da pandemia de COVID-19, finalmente houve um acordo para formação de uma "coalizão de emergência" entre Gantz e Netanyahu que previa que este permaneceria no poder por apenas mais 18 meses, e logo depois Gantz assumirá o cargo de primeiro-ministro israelense por pelo menos 18 meses. Embora o novo governo tenha sido empossado em maio, o Knesset foi novamente dissolvido ao final de ano, resultando na necessidade de novas eleições para 2021. Mas a coalizão Azul e Branco não teve um bom desempenho eleitoral, tendo conquistado apenas 8 assentos no Knesset.
Com a convocação de novas eleições para 2022, Gantz liderou uma nova aliança política chamada Unidade Nacional com o partido de direita Nova Esperança, conquistando 12 assentos no parlamento. O grupo tornou-se opositor ao gabinete formado por Netanyahu.